# Школата от Шартър
Школата от Шартър (X – XIII век) е средновековна философска школа, възникнала в град Шартър, Франция. Една от най-известните и влиятелни философски школи през XI и XII век в Европа.
Тя е основана след 990 г. от епископа на Шартърската катедрала Фулбер (952/970 – 1028), който проповядвал в катедралното училище. Нейният разцвет е в първата половина на XII век.
В Школата взимат участие редица френски и чуждестранни философи, теолози и учени като братята Бернар и Тиери от Шартър, Гийом от Конш, Джон от Солсбъри и др., които изследват философията, теологията, науката, изкуството и пр. Школата добива голяма известност като едно от най-уважаваните училища и важно средище за френската и европейската мисъл от XI и XII век, в периода преди създаването на първите университети.
Школата поставя в центъра на своя интерес понятията за природа, свят, материя, душа, разум, дух, Бог и др. Тя е силно повлияна от философията на Платон, най-вече от неговия диалог Тимей (17a – 53c), както и от съчиненията на Боеций Теологически трактати и Утешението на Философията и на Ериугена За разделението на Природата.
Преподаването в Школата се базира на седемте свободни изкуства: тривиума – логика, граматика, реторика, и квадривиума – аритметика, геометрия, музика и астрономия. Освен тях те застъпват силно астрологията, натурфилософията, метафизиката, учението за четирите елемента и др.
Школата от Шартър развива и включва платонизма, неоплатонизма, питагорейството и стоицизма в средновековната философия.

## Представители
- Фулбер от Шартър (952/970 – 10.04.1028)
- Бернар от Шартър (? – 1124)
- Жилбер от Поатие (1075 – 04.09.1154)
- Тиери от Шартър (? – 1150)
- Бернар Силвестър (1085 – 1178)
- Гийом от Конш (1090 – 1154)
- Кларембалд от Арас (1110 – c. 1187)
- Алан от Лил (1116 – 1202)
- Джон от Солсбъри (1120 – 25.10.1180)